# Elisabeth Schwarzkopf
Dame Elisabeth Schwarzkopf DBE (teljes nevén Olga Maria Elisabeth Friederike Schwarzkopf) (Jarotschin, [ma Jarocin], 1915. december 9. – Schruns, Vorarlberg, Ausztria, 2006. augusztus 3.) német (osztrák) opera-énekesnő (koloratúrszoprán). A huszadik század egyik legjelentősebb énekese volt, aki különösen Mozart és Richard Strauss operáiban, valamint dalénekesként vált világhírűvé.

## Élete
Schwarzkopf a mai Lengyelország területén, akkor a Porosz Királyságban született. Már fiatal korában kitűnt zenei tehetségével. Egy diákelőadáson, Magdeburgban lépett először színpadra 1928-ban Euridiké szerepében Gluck Orfeusz és Euridikéjében.
A zenei tanulmányait a Berlini Zeneakadémián végezte (Berlin Hochschule für Musik). Első tanára mezzoszopránná akarta képezni, de édesanyja figyelmeztette, hogy leánya szoprán, és egy másikhoz vitte. Később tanult a magyar származású Maria Ivogünnél, és Karl Schmitt-Walternél is.
Házastársa Walter Legge az EMI legendás producere, a londoni Philharmonia Zenekar alapítója volt.

## Pályája
Igazi debütálása 1938. április 15-én történt Berlinben az Állami Operában, Wagner Parsifaljában (II. viráglány az első csoportban). 1942-ben a bécsi Operába szerződött, ahol olyan, pályája későbbi szakaszában már sohasem énekelt szerepeket is énekelt, mint Mimi és Musetta a Bohéméletben, vagy  Violetta Valéry a La Traviatában.
Operaénekesi búcsúja a brüsszeli La Monnaie Színházban volt 1971 szilveszterén, legemblematikusabb szerepében, Tábornagynéként.
Ezután már csak a daléneklésnek és a tanításnak szentelte életét. Schwarzkopf otthonában, a nyugat-ausztriai Vorarlbergben 90 éves korában, álmában halt meg.

## Főbb szerepei
- Violetta (Verdi: Traviata)
- Tábornagyné (Strauss: A rózsalovag)
- Konstanze (Mozart: Szöktetés a szerájból)
- Mimi (Puccini: Bohémélet)

## Könyvei
- On and Off the Record: A Memoir of Walter Legge. London, 1982. Faber and Faber. ISBN 057111928X

## Emlékezete

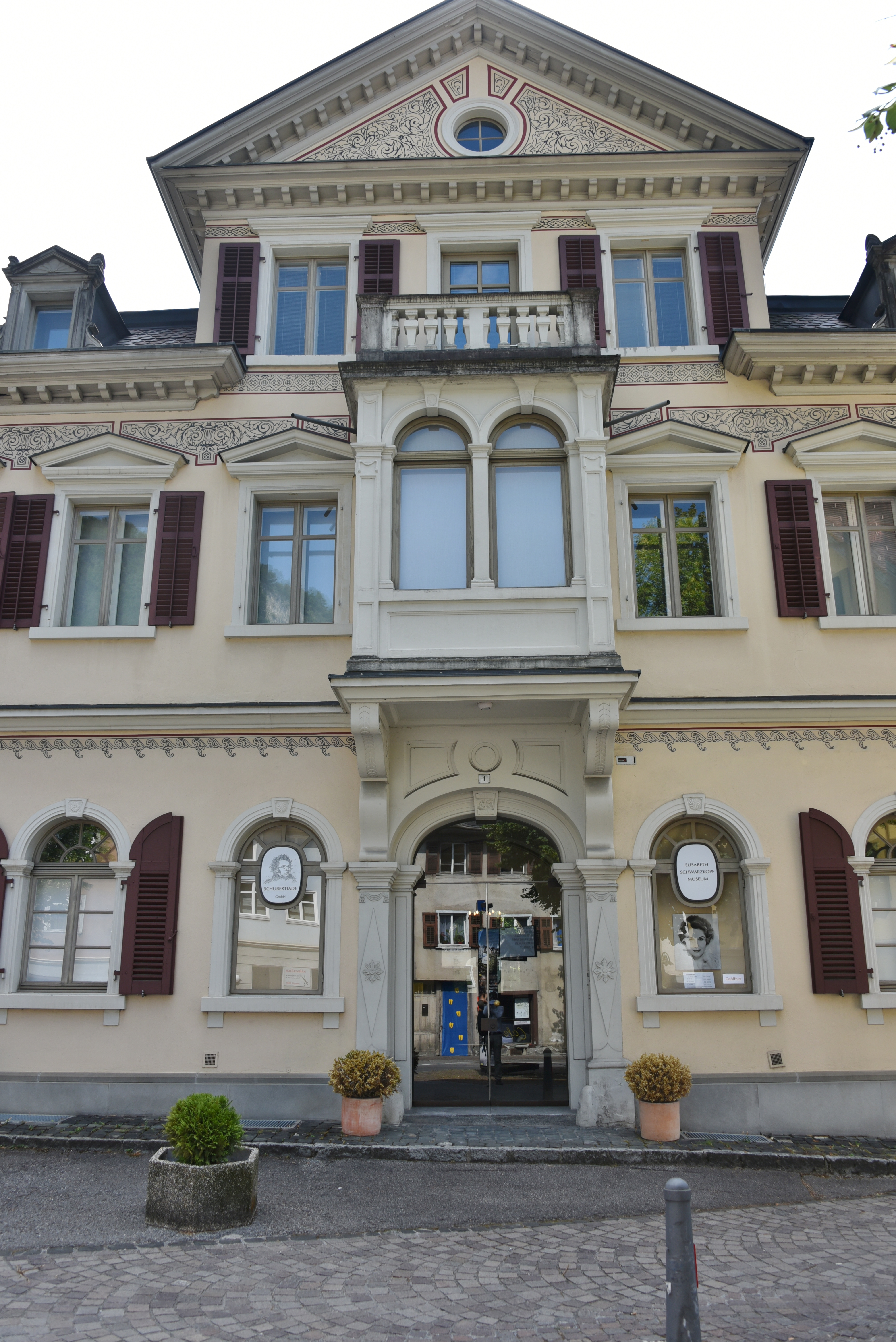
A Schwarzkopf-múzeum

A vorarlbergi Hohenems Schubertiade Museumsquartier-jában múzeumot hoztak létre emlékére (Elisabeth-Schwarzkopf-Museum, Schweizer Straße 1).